# Мусин-Пушкин, Владимир Иванович
Граф Владимир Иванович Мусин-Пушкин (1830 — 1886) — чиновник, действительный статский советник, почётный московский мировой судья; брат генерал-адъютанта графа А. И. Мусина-Пушкина.

## Биография
Из старинного дворянского рода. Сын генерал-майора гофмейстера Ивана Алексеевича Мусина-Пушкина (1783—1836) от брака его с княжной  Марией Александровной Урусовой (1801—1853). По отцу внук знаменитого библиофила графа А. И. Мусина-Пушкина; по матери — обер-камергера князя А.  М. Урусова. Овдовев, мать его в 1838 году вышла замуж за канцлера князя А. М. Горчакова.
После окончания Школы гвардейских подпрапорщиков и кавалерийских юнкеров 8 августа 1850 года был выпущен корнетом в Кавалергардский полк. С 1853 года поручик; в июле 1855 года назначен полковым адъютантом и в этой должности состояла до января 1858 года; с 1857 года штабс-ротмистр. В июне 1858 года по семейным обстоятельствам вышел в отставку. 
В 1860 году в чине коллежского асессора вступил на гражданскую службу. Был определён чиновником по особым поручениям сверх штата в канцелярию Кавказского и Сибирского Комитета. С 1861 года камер-юнкер и надворный советник. В январе 1862 года назначен сверх штата помощником статс-секретаря Государственного совета. В 1866 году был избран почётным мировым судьёй Рузского уезда; с 1868 года почётный мировой судья в Москве. 
Состоял с 1868 по 1871 года членом попечительства Совета заведений общественного призрения в Москве. В 1873 году произведён в статские советники, в 1874 году пожалован придворным званием «в должности шталмейстера». В 1877 году был причислен к Министерству государственных имуществ. С 1881 года — действительный статский советник.

По воспоминанию сына Владимира:
Рано лишившись родителей, отец не получил по наследству земли и поселившись в Москве, вошел в состав сильной и сплоченной шереметьевской семьи жены своей. Он был по натуре веселый и добродушный человек, но надорванный от расстройства дел и здоровья. Он незаметно и тихо делал много добра, о чем свидетельствовали многочисленные благодарственные к нему письма, которые, равно как переписку матери, я никогда не решился сжечь, несмотря на их волю. Он не любил деревни и, постоянно занятый делами или службой в Москве, только наездами бывал в Покровском, где мы с матерью проводили каждое лето.
Скончался в сентябре 1886 года в Москве и был похоронен рядом с женой на Смоленском кладбище в Троицко-Сергиевой лавре.

## Семья
Жена (с 12 мая 1857 года) — Варвара Алексеевна Шереметева (15.11.1832—21.02.1885), фрейлина двора (1855), старшая дочь декабриста Алексея Васильевича Шереметева от брака его с Екатериной Сергеевной Шереметевой. Получила домашнее воспитание. Детство и юность провела в родительском имении Покровском или в их московском доме на Воздвиженке. С 1855 года жила с бабушкой в Петербурге. По словам родственника, Варвара Алексеевна была красавицей и радовала свою семью, в которую вносила молодую, беззаботную жизнь и веселье. Будучи девицей, путешествовала по Крыму и часто выезжала в свет. Свадьба её с графом Мусиным-Пушкиным была большой семейной радостью. По воспоминаниям сына, была блестящей и светской женщиной, строгой восточной красоты и необычайно породиста, как всей своей стройной фигурой, так и тонкими чертами смуглого лица, словно выточенными из слоновой кости. «В ней было необыкновенное соединение блестящего ума, — писал С. Д. Шереметев, — при пламенном сердечном порыве, и большого светского навыка». 
Своими приёмами, обращением, находчивостью и умением вести разговор, самый разнообразный, живой и подкупающей, она олицетворяла собою хозяек давно прошедших десятилетий. Князь П. П. Вяземский, много видавший на своём веку, говаривал не раз, что он, по блеску разговора и по умению принимать, редко встречал подобных и сравнивал Варвару Алексеевну с известною г-жой Калергис. Характера несколько трудного и взыскательного, несколько повелительного и неровного, она выкупала эти недостатки искренностью пламенного чувства, сердечными порывами и высоким христианским чувством. В семье она была баловнем и любимицей, и голос её несколько возвышался над прочими. Будучи слабого здоровья, простудилась во время поездки в Петербург и вернулась в Москву с сильнейшим плевритом, который перешел в гнойный. Три прокола и прорез не спасли ее ослабленного организма, и после девяти месяцев болезни она скончалась. В браке родились:
- Екатерина (1861—1944), с 1882 года замужем за князем Д. Б. Голицыным.
- Алексей (1862—1869), похоронен рядом с родителями.
- Мария  (1863—1908), фрейлина двора.
- Владимир (1870—1923), егермейстер, предводитель дворянства Богородского и Рузского уездов.